# Giuseppe Fallica
Giuseppe Fallica, detto Pippo (Palermo, 7 febbraio 1952) è un politico italiano.

## Biografia
Dipendente pubblico, è stato eletto alla Camera dei deputati italiana, per la prima volta nella XIV legislatura nelle liste di Forza Italia. Nel corso della legislatura è stato componente della Commissione Difesa, della Commissione Antimafia e della Commissione parlamentare d'inchiesta sul Dossier Mitrochin e sull'attività di intelligence italiana.
Nella legislatura successiva è stato riconfermato alla Camera, eletto nella circoscrizione Sicilia 1 ancora nelle liste di Forza Italia, dove ha ricoperto l'incarico di Segretario della Presidenza della Camera e componente della Commissione Difesa e dei Comitati per la Comunicazione e l'informazione esterna e di Vigilanza per l'attività di documentazione.
Rieletto nella XVI Legislatura nelle liste del Popolo della Libertà, ha continuato a ricoprire l'incarico di Segretario di Presidenza. È stato componente della Commissione parlamentare Antimafia, della Commissione Bilancio e della Commissione Difesa.
È stato responsabile Enti locali di Forza Italia in Sicilia.
Nel 2010 ha partecipato alla fondazione di Forza del Sud (poi divenuta Grande Sud), diventandone Coordinatore Regionale in Sicilia.
Ricandidato alla Camera nel 2013 come capolista di Grande Sud-MpA nella circoscrizione Sicilia 1, non viene rieletto.
Alle elezioni europee del 2014 rinuncia a candidarsi, sostenendo il collega forzista Salvatore Cicu (che, con oltre 51.000 preferenze, ottiene il seggio al Parlamento europeo) ed il capolista Gianfranco Micciché.